# Шуа
Шуа (норв. Sjoa) — река в Норвегии, в фюльке Иннландет.
Находится в губернии (фюльке) Оппланн, берёт своё начало в озере Енне. Длина реки 98 км. Площадь водосборного бассейна — 1529 км². Она течёт в восточном направлении и впадает в реку Логен.
Известна среди любителей экстремального сплава, главным образом, каякеров и рафтеров.
24 июля 2010 года на реке произошёл инцидент с группой украинских туристов. Во время сплава 4 человека утонули в результате переворота рафта. Подобный инцидент случился в 2007 году, когда утонули мужчина и женщина из Эстонии.